# Escorca
Escorca è un comune spagnolo di 280 abitanti situato nella comunità autonoma delle Baleari, sull'isola di Maiorca: è il più elevato e meno popolato della regione.